# Novosilkî, Vîșhorod
Novosilkî (în ucraineană Новосілки) este o comună în raionul Vîșhorod, regiunea Kiev, Ucraina, formată numai din satul de reședință.

## Demografie
Componența lingvistică a comunei Novosilkî
     Ucraineană (97,35%)
     Rusă (2,47%)
     Alte limbi (0,18%)
Conform recensământului din 2001, majoritatea populației comunei Novosilkî era vorbitoare de ucraineană (97,35%), existând în minoritate și vorbitori de rusă (2,47%).